# 1re armée de la Garde
Pour les articles homonymes, voir 1re armée.
La 1re armée de la Garde était une unité de l’armée soviétique qui a combattu sur le Front de l’Est durant la Seconde Guerre mondiale. Elle fut formée trois fois dans les différentes phases de la bataille de Stalingrad.

## Première formation
Elle est formée la première fois le 6 août 1942 sous le commandement du major-général Kirill Moskalenko, à partir d’éléments issus de la 2e armée de réserve, et elle comprenait cinq divisions de fusiliers de la Garde.
Mise en mouvement le 1er août 1942 à partir de sa base de Vologda, 250 km au nord-ouest de Moscou, elle doit parcourir 1 400 km en train afin de rejoindre son unité d'affectation : le front de Stalingrad.
Elle est donc loin d'être opérationnelle le 2 septembre 1942, lorsque Joukov dont elle dépend, reçoit l'ordre d'attaquer vers Kotlouban le flanc nord de la 6e armée allemande qui vient d'encercler Stalingrad, entre le Don et la Volga. Rejointe dans ses assauts le 5 septembre 1942 par les 24e et 66e armées (en), elle réussit à avancer de quelques kilomètres alors que la 4e Armée est repoussée sur la ligne de départ. Ces offensives couteuses, où des unités mal préparées et manquant de munitions sont lancées contre un adversaire retranché sur un terrain qui lui est favorable, seront abandonnées le 10 septembre à cause de leur manque de résultat. Puis, elles seront relancées sans plus de résultats du 18 au 22 septembre 1942, à la suite des premiers succès de Paulus dans la ville de Stalingrad, pour tenter d'alléger la pression pesant sur les défenseurs de ville.
Le 28 septembre 1942 elle est affectée au front du Don, avant d'être réaffectée aux réserves de la Stavka le 16 octobre 1942. C'est aux alentours de cette date qu'elle est brièvement dirigée par le colonel-général Ivan Tchistiakov.

## Seconde formation
Reformée lors de la préparation de l’opération Uranus, le 5 novembre 1942, à partir d’éléments de la 63e armée, sous le commandement de Dmitri Leliouchenko, la 1re armée de la Garde est affectée au front du Sud-ouest.
Elle assure la couverture du flanc nord de l'attaque soviétique, face à la 8e armée italienne sur le cours supérieur du Don.
Le 5 décembre 1942 pour simplifier le commandement lors de l'opération Saturne la première armée de la garde est scindée en deux et son aile gauche est renommée 3e Armée de la garde, chacune des deux armées prenant en charge un seul axe de pénétration.

## Troisième formation
Reformée à nouveau le 8 décembre 1942, sous le commandement de Kuznetsov, à partir d'éléments de la 4e armée de réserve et des unités de l'aile droite de la première armée de la garde, elle demeura sur le Don supérieur jusqu’au 16 décembre 1942, date à laquelle la 1re armée de la Garde lança, conjointement avec la 6e armée soviétique et la 3e armée de la Garde une attaque dans le cadre de l’Opération petit Saturne. Durant cette opération, les Soviétiques détruisirent la 8e armée italienne et obtinrent des gains territoriaux importants. De plus, cette opération participa indirectement à l'arrêt de l'opération Wintergewitter, obligeant les Allemands à détourner des troupes de leur offensive et menaçant les arrières de la colonne de secours qui devait dégager la 6e Armée allemande de Stalingrad.
À la fin de l’année 1942, la 1re armée de la Garde se tenait devant Millerovo.
La 1re armée de la Garde participa à l’ensemble de l’opération Saturne, qui permit à l’Armée rouge de repousser le Groupe d'armées Sud jusqu’au bassin du Donets en Ukraine. Mais, à bout de forces, ne parvient pas à mener à bien l'encerclement du groupe d'armée Hollidt. Elle finit par se faire repousser par la 1. Panzerarmee lors de la troisième bataille de Kharkov
Rattachée ensuite au Troisième front ukrainien, Premier front ukrainien puis Quatrième front ukrainien, elle prend part à l’avancée soviétique victorieuse vers Allemagne de 1943 à 1945.
En 1943, elle fut la première unité à engager le nouveau char T-34/85.[réf. nécessaire]

## Après-guerre
L’unité resta active pendant de nombreuses années au sein du district militaire de Kiev après la fin de la guerre. Son quartier général se trouvait à Tchernihiv. Il comprenait notamment la 72e division motorisée de fusiliers de la Garde, la 25e division motorisée de fusiliers de la Garde (en), et à un moment la 163e division motorisée de fusiliers.
Entre-temps l'unité avait reçu l'ordre de Lénine.
Après la dislocation de l'Union soviétique, l’unité devint le 1er Corps d’armée des Forces terrestres ukrainiennes, puis le District territorial Nord.